# Saturn Award für die beste Action-/Thrillerserie
Folgende Serien haben den Saturn Award für die beste Action-/Thrillerserie gewonnen:
| Jahr |                  | Serie            | Weitere Nominierungen                                                                                        |
| ---- | ---------------- | ---------------- | --- |
| 2016 |                  | Hannibal         | Bates Motel Blindspot Fargo The Last Ship The Quest – Die Serie Mr. Robot                                    |
| 2017 |                  | Riverdale        | Animal Kingdom Bates Motel Designated Survivor Mr. Robot The Quest – Die Serie Underground                   |
| 2018 |                  | Better Call Saul | The Alienist – Die Einkreisung Animal Kingdom Fargo Into the Badlands Mr. Mercedes Riverdale                 |
| 2019 |                  | Better Call Saul | Killing Eve The Last Ship Mr. Mercedes The Purge – Die Säuberung Riverdale The Sinner                        |
| 2021 |                  | Better Call Saul | Castle Rock The Outpost Pennyworth Riverdale Snowpiercer Tom Clancy’s Jack Ryan                              |
| 2022 | Netzwerk / Kabel | Better Call Saul | Big Sky The Blacklist Dark Winds Dexter: New Blood Outlander Yellowjackets                                   |
|      | Streaming        | The Boys         | Bosch: Legacy Cobra Kai Leverage 2.0 Peacemaker Reacher The Umbrella Academy                                 |
| 2024 |                  | Outlander        | La Brea Manifest Quantum Leap – Zurück in die Vergangenheit Tom Clancy’s Jack Ryan The Witcher Yellowjackets |
| 2025 |                  |                  | Bosch: Legacy Cobra Kai Found High Potential Aus Mangel an Beweisen True Detective Tulsa King                |